# Xanthorhoe argocyma
Xanthorhoe argocyma är en fjärilsart som beskrevs av Turner 1904. Xanthorhoe argocyma ingår i släktet Xanthorhoe och familjen mätare. Inga underarter finns listade i Catalogue of Life.